# دار ردمان (فرع العدين)

تعديل مصدري - تعديل

دار ردمان محلة تابعة لقرية المداد، التابعة لعزلة بني يوسف بمديرية فرع العدين إحدى مديريات محافظة إب في الجمهورية اليمنية، بلغ تعداد سكانها 24 حسب تعداد اليمن لعام 2004.